# Pseudosuchia
Pseudosuchia je jedna od dve glavne divizije Archosauria, uključujući žive krokodile i sve arhosauruse koji su bliže krokodilima nego pticama. Pseudozuhijani su takođe neformalno poznati kao „arhosaurusi krokodilske linije“. Uprkos tome što Pseudosuchia znači „lažni krokodili”, naziv je pogrešan, jer su pravi krokodili sada definisani kao podskup grupe.

## Literatura
- Gauthier, J. (1986). „Saurischian monophyly and the origin of birds”.  Ур.: Padian, K. The Origin of Birds and the Evolution of Flight. Memoirs California Academy of Sciences. 8. стр. 1—55.
- Senter, P. (2005). „Phylogenetic taxonomy and the names of the major archosaurian (Reptilia) clades”. PaleoBios. 25 (2): 1—7.
- Sereno, P. C. 2005. Stem Archosauria—TaxonSearch [version 1.0, 7 November 2005]

## Spoljašnje veze
- Taxon Search – Pseudosuchia
- Re: Even more last papers for 2005 Архивирано на веб-сајту  (12. април 2016) and follow up posts, on the Dinosaur Mailing List archives, for comments critical of applying "Pseudosuchia" in a cladistic context.